# Sandra Milo
Sandra Milo (Tunis, 11 maart 1933 – Rome, 29 januari 2024) was een Italiaanse actrice. Ze was een van de populairste Italiaanse actrices tijdens de jaren vijftig en zestig en een muze van Federico Fellini.

## Leven en werk

### Productieve topjaren in de filmwereld (1955-1968)
In haar glorieperiode speelde Milo mee in zesendertig films waarvan het merendeel komedies waren. Bekende komische acteurs als Totò, Alberto Sordi, Vittorio De Sica, Fernandel en Bourvil kruisten, dikwijls meermaals, haar pad. 
In 1955 debuteerde Milo in de komische film Lo scapolo in de rol van een jonge stewardess met wie de wat oudere vrijgezel Alberto Sordi zich niet wil binden wanneer hun relatie ernstig wordt. 
Tussen 1956 en 1960 speelde ze mee in heel wat Franse films waarin ze werd geregisseerd door bekwame vakmannen als Jean Renoir, Jacques Becker, André Cayatte, Edouard Molinaro, Claude Autant-Lara en Claude Sautet.
Grootmeester Roberto Rossellini castte Milo twee keer. Ze speelde een prostituee naast Vittorio De Sica in het oorlogsdrama Il generale Della Rovere (1959). Het was haar eerste belangrijke rol. Twee jaar later vertolkte Milo de titelrol van de dochter van een prins die verliefd wordt op een revolutionair in het historisch drama Vanina Vanini (1961).
Haar doorbraak had ze te danken aan Adua e le compagne (1961) van Antonio Pietrangeli, de regisseur van haar debuutfilm. In deze tragikomedie zette filmproducent Moris Ergas, Milo's tweede echtgenoot, niet alleen het acteertalent maar evenzeer de voluptueuze ronde vormen van zijn vrouw in de verf. Deze film over  prostitutie behoorde tot de meest succesrijke Italiaanse films van 1960-61. Milo en haar collega's Simone Signoret, Emmanuelle Riva en Gina Rovere werken in een bordeel dat gesloten wordt. Ze besluiten een eerbaarder beroep uit te oefenen en samen een restaurant op te starten.
Ook in de satirische romantische komedie met ernstige ondertoon La visita (Pietrangeli, 1963), een film waarin Milo uitmuntte in al haar oprechte maar naïeve vrouwelijkheid, werden haar geprononceerde vormen perfect uitgespeeld (zoals gebruikelijk was in die tijd met rondborstige actrices als Marilyn Monroe, Jane Russell, Jayne Mansfield, Raquel Welch, Sophia Loren, Gina Lollobrigida ...). 
Milo was dikwijls te bewonderen in vederlichte, soms lichtzinnige komedies zoals Frenesia dell'estate (1964), Le voci bianche (1964), de episode Amare è un po' morire uit Le belle famiglie (1964), L'ombrellone (1965) waar ze uit de hoek kwam als erg levenslustige echtgenote, Come imparai ad amare le donne (1966) en Relaxe-toi chérie (1964) waarin haar filmechtgenoot Fernandel haar zedig bedekt en meeneemt naar boven vooraleer Milo tijdens een huisfeestje een uiterst sensuele striptease kan voltooien.
Ook de toonaangevende cineast Federico Fellini deed twee keer een beroep op Milo. Eerst in de succesrijke tragikomedie 8½ (1963) waarin ze de sexy minnares van Mastroianni vertolkte en vervolgens in de psychanalytische tragikomedie Giulietta degli spiriti (1965) waarin ze naast hoofdrolspeelster Giulietta Masina stond. Voor haar beide rollen van een lichtjes ironische, spontane en onbevangen jonge vrouw werd ze gelauwerd met de Nastro d'argento voor beste actrice in een bijrol.

### Latere filmcarrière
Na haar tweede huwelijk, afgesloten in 1968, trok Milo zich terug uit de filmwereld om zich aan haar gezin te wijden. Pas in 1979 verscheen ze opnieuw op het grote scherm, in enkele komedies en meestal in bijrollen.
Vanaf de jaren 2009-2010, toen Milo al een gevorderde zeventiger was, kwam haar filmcarrière weer op dreef. Ze was te zien in heel wat bijrollen (moeder, tante, grootmoeder, gravin) in voornamelijk komische films die enkel in Italië werden uitgebracht. 

### Televisie
Medio de jaren tachtig begon ze haar carrière als televisiepresentatrice en animatrice uit te bouwen. Dit had ze onder meer te danken aan haar innige contacten met de socialistische toppoliticus Bettino Craxi. Ze presenteerde, heel dikwijls op Rai 2, onder meer een kroniek over levensstijl, kinderprogramma's, televisiespelletjes en een zondagnamiddag variétéprogramma.  

### Privéleven
Milo was vier keer getrouwd en had drie kinderen. Op vijftienjarige leeftijd trouwde ze een eerste keer, het huwelijk hield slechts enkele weken stand. Met haar tweede echtgenoot, de Griekse filmproducent Moris Ergas, had ze een dochter, Debora. Het koppel bleef meer dan tien jaar samen. Milo trouwde een derde keer en bracht een zoon, Ciro (1968), en een dochter, Azzurra, ter wereld. Ten slotte huwde ze in 1990 voor de vierde keer.  
Haar grootste liefde was ongetwijfeld Federico Fellini met wie ze een innige zeventien jaar durende relatie had, ondanks dat de regisseur gehuwd bleef met Giulietta Massina.
In de jaren tachtig was ze de minnares van Bettino Craxi, de toenmalige voorzitter van de Italiaanse Socialistische Partij en premier van Italië sinds 1983.  
In 2019 kreeg ze ten slotte een (laatste) relatie met een zevenendertig jaar jongere Venetiaanse ondernemer. 
Milo was een nicht van de Franse acteur en zanger van Italiaanse afkomst Yves Montand.
Ze overleed aan het begin van 2024 op 90-jarige leeftijd aan de gevolgen van longkanker.

## Filmografie (selectie)
- 1955 - Lo scapolo (Antonio Pietrangeli)
- 1956 - Elena et les Hommes (Jean Renoir)
- 1956 - Mio figlio Nerone (Steno)
- 1956 - Moglie e buoi... (Leonardo De Mitri)
- 1957 - Les aventures d'Arsène Lupin (Jacques Becker)
- 1957 - La donna che venne dal mare (Francesco De Robertis)
- 1958 - Le Miroir à deux faces (André Cayatte)
- 1958 - Totò nella luna (Steno)
- 1959 - Erode il Grande (Arnaldo Genoino en Victor Tourjansky)
- 1959 - Un témoin dans la ville (Edouard Molinaro)
- 1959 - Le chemin des écoliers (Michel Boisrond)
- 1959 - Il generale Della Rovere (Roberto Rossellini)
- 1959 - La jument verte (Claude Autant-Lara)
- 1960 - Classe tous risques (Claude Sautet)
- 1960 - Adua e le compagne (Antonio Pietrangeli)
- 1961 - Fantasmi a Roma (Antonio Pietrangeli)
- 1961 - Vanina Vanini (Roberto Rossellini)
- 1963 - Il giorno più corto (Sergio Corbucci)
- 1963 - 8½ (Federico Fellini)
- 1963 - Méfiez-vous, mesdames (André Hunebelle)
- 1963 - La visita (Antonio Pietrangeli)
- 1964 - Frenesia dell'estate (Luigi Zampa)
- 1964 - Le voci bianche (Pasquale Festa Campanile en Massimo Franciosa)
- 1964 - Relaxe-toi chérie (Jean Boyer)
- 1964 - Un monsieur de compagnie (Philippe de Broca)
- 1964 - Le belle famiglie (anthologiefilm, episode Amare è un po' morire) (Ugo Gregoretti)
- 1964 - La donna è una cosa meravigliosa (episode Una donna dolce dolce) (Mauro Bolognini)
- 1965 - Giulietta degli spiriti (Federico Fellini)
- 1965 - L'ombrellone (Dino Risi)
- 1966 - Come imparai ad amare le donne (Luciano Salce)
- 1967 - Per amore... per magia... (Duccio Tessari)
- 1979 - Riavanti... Marsch! (Luciano Salce)
- 1979 - Tesoromio (Giulio Paradisi)
- 1982 - Grog (Francesco Laudadio)
- 1984 - Cenerentola '80 (Roberto Malenotti)
- 1995 - Camerieri (Leone Pompucci)
- 2003 - Il cuore altrove (Pupi Avati)
- 2008 - Chi nasce tondo... (Alessandro Valori)
- 2009 - Impotenti esistenziali (Giuseppe Cirillo)
- 2010 - Happy Family (Gabriele Salvatores)
- 2012 - Impepata di nozze - Sposarsi al sud è tutta un'altra storia... (Angelo Antonucci)
- 2016 - Prima di lunedì (Massimo Cappelli)
- 2017 - Il velo di Maya (Elisabetta Rocchetti)
- 2018 - A casa tutti bene (Gabriele Muccino)
- 2018 - Un nemico che ti vuole bene (Denis Rabaglia)
- 2020 - Free - Liberi (Fabrizio Maria Cortese)
- 2021 - Il materiale emotivo (Sergio Castellitto)
- 2023 - Il più bel secolo della mia vita (Alessandro Bardani)

## Prijzen en nominaties

### Prijzen
- 1964 - 8½ : Nastro d'argento voor beste actrice in een bijrol
- 1966 - Giulietta degli spiriti : Nastro d'argento voor beste actrice in een bijrol
- 2020 - Globo d'oro voor haar hele carrière
- 2021 - Premi David di Donatello voor haar hele carrière

### Nominaties
- 1961 - Adua e le compagne : Nastro d'argento voor beste actrice in een bijrol
- 1965 - La visita : Nastro d'argento voor beste actrice

- Bibsys: 4023965
- Biblioteca Nacional de España: XX1491561
- Bibliothèque nationale de France: cb142071361 (data)
- CiNii: DA13519886
- Gemeinsame Normdatei: 119217694
- International Standard Name Identifier: 0000 0001 1700 6204
- Library of Congress Control Number: n83141246
- Nationale Bibliotheek van Tsjechië: pna2007389322
- Nationale bibliotheek van Australië: 35164264
- Nationale Bibliotheek van Israël: 987007330787405171
- Istituto Centrale per il Catalogo Unico: RAVV040504
- SNAC: w6477w71
- Système universitaire de documentation: 094565481
- Virtual International Authority File: 117661623
- WorldCat: E39PBJtmyRYcK3P894CHh767pP